# Abdelhamid Zmit
Abdelhamid Zmit (23 de enero de 2001) es un deportista argelino que compite en judo. Ganó una medalla de plata en los Juegos Panafricanos de 2023, en la prueba de equipo mixto.

## Palmarés internacional
| Juegos Panafricanos | Juegos Panafricanos | Juegos Panafricanos | Juegos Panafricanos |
| Año                 | Lugar               | Medalla             | Categoría           |
| ------------------- | ------------------- | ------------------- | ------------------- |
| 2023                | Acra (Ghana)        | Medalla de plata    | Equipo mixto        |